# 中華民國金融監督管理委員會
金融監督管理委員會（簡稱金管會）是中華民國有關金融事務的最高主管機關，成立於2004年7月，目標包含維持金融穩定、落實金融改革、協助產業發展、加強消費者與投資人保護與金融教育。

## 沿革
在金管會成立前，中華民國金融業的管理、監督、檢查、處分權力分別屬於財政部、中央銀行等政府機構與中央存款保險公司。由於1990年代起，台灣爆發本土金融危機，多家銀行、保險公司出現財務危機，更有數次擠兌風波，成立整合金融監督與檢查等權力的機構的聲音與呼籲不曾間斷。
- 2001年6月27日，立法院三讀通過《金融控股公司法》，正式宣告臺灣的金融市場將朝整合經營的方向發展；有鑑於金融集團跨行合併或與異業結盟者日漸增多，為避免保險、證券、金融等多元監理制度所可能產生諸多的管理問題，行政院擬訂《行政院金融監督管理委員會組織法》草案並送立法院審議。
- 2003年7月10日，立法院三讀通過《行政院金融監督管理委員會組織法》。
- 2004年7月1日，「行政院金融監督管理委員會」成立，以實踐「金融監督一元化」之目標。
- 2011年1月1日，中央存款保險公司之財政部股權經行政院核定移交行政院金融監督管理委員會。
- 2011年6月29日，總統令，《行政院金融監督管理委員會組織法》修正公布為《金融監督管理委員會組織法》。
- 2012年7月1日，《金融監督管理委員會組織法》施行，行政院金融監督管理委員會更名為「金融監督管理委員會」；委員改為6至12人（無給職），其中財政部部長、經濟部部長和法務部部長為當然委員。

## 組織

### 內部單位
- 綜合規劃處
- 國際業務處
- 法律事務處
- 資訊管理處
- 金融市場發展及創新處
- 秘書室
- 人事室
- 會計室
- 政風室

| 業務局 - 銀行局 - 證券期貨局 - 保險局 - 檢查局 事業機構 - 中央存款保險公司 | - 駐紐約代表辦事處 - 駐倫敦代表辦事處 |

## 歷任首長
| 任別                             | 肖像                             | 姓名                             | 政黨                             | 就職時間                         | 卸任時間                         | 備註                                 |
| 行政院金融監督管理委員會主任委員 | 行政院金融監督管理委員會主任委員 | 行政院金融監督管理委員會主任委員 | 行政院金融監督管理委員會主任委員 | 行政院金融監督管理委員會主任委員 | 行政院金融監督管理委員會主任委員 | 行政院金融監督管理委員會主任委員     |
| -------------------------------- | -------------------------------- | -------------------------------- | -------------------------------- | -------------------------------- | -------------------------------- | ------------------------------------ |
| 1                                |                                  | 龔照勝                           | 無黨籍                           | 2004年7月1日                     | 2006年5月11日                    | 因涉台糖弊案遭行政院停職。呂東英代理 |
| 2                                |                                  | 施俊吉                           | 無黨籍                           | 2006年8月4日                     | 2007年1月24日                    |                                      |
| 3                                |                                  | 胡勝正                           | 民主進步黨                       | 2007年1月25日                    | 2008年6月30日                    |                                      |
| 4                                |                                  | 陳樹                             | 中國國民黨                       | 2008年7月1日                     | 2008年11月30日                   |                                      |
| 5                                |                                  | 陳冲                             | 中國國民黨                       | 2008年12月1日                    | 2010年5月16日                    |                                      |
| 金融監督管理委員會主任委員       |                                  |                                  |                                  |                                  |                                  |                                      |
| 6                                |                                  | 陳裕璋                           | 中國國民黨                       | 2010年5月17日                    | 2013年7月28日                    |                                      |
| 7                                |                                  | 曾銘宗                           | 中國國民黨                       | 2013年7月29日                    | 2016年1月31日                    | 當選立委而請辭                       |
| 8                                |                                  | 王儷玲                           | 無黨籍                           | 2016年2月1日                     | 2016年5月19日                    |                                      |
| 9                                |                                  | 丁克華                           | 無黨籍                           | 2016年5月20日                    | 2016年10月3日                    | 因兆豐案請辭。黃天牧代理。           |
| 10                               |                                  | 李瑞倉                           | 無黨籍                           | 2016年10月20日                   | 2017年9月7日                     |                                      |
| 11                               |                                  | 顧立雄                           | 民主進步黨                       | 2017年9月8日                     | 2020年5月19日                    | 首位非財金背景出身的首長。           |
| 12                               |                                  | 黃天牧                           | 無黨籍                           | 2020年5月20日                    | 2024年5月19日                    | 副主委升任                           |
| 13                               |                                  | 彭金隆                           | 無黨籍                           | 2024年5月20日                    | 現任                             | 政大保險系教授                       |

## 委員編制
委員應具有法律、經濟、金融、財稅、會計或管理等相關學識及經驗者擔任。委員共六到十二人，其中置主任委員一人（特任）；副主任委員二人（政務、常務各一人）。均由行政院院長提請總統任命。
現任委員
- 莊翠雲（財政部部長）[4]
- 郭智輝（經濟部部長）
- 鄭銘謙（法務部部長）
- 劉鏡清（國家發展委員會主任委員）

## 外部連結
- 金融監督管理委員會（页面存档备份，存于）（繁體中文）（英文）
- 金管會的Facebook專頁
- 財團法人金融聯合徵信中心 （页面存档备份，存于）
- 財團法人金融消費評議中心（页面存档备份，存于）
- 法扶消債一點通
- 消費者債務清理條例前置協商查尋專區 （页面存档备份，存于）